# Fedor von Bock
Fedor von Bock (3 de desembre de 1880 - 4 de maig de 1945), mariscal de camp alemany durant la Segona Guerra Mundial, considerat un dels més grans generals de la Wehrmacht.

## Inicis
Va néixer a Küstrin, Alemanya (actualment Kostrzyn, Polònia), fill del mariscal Moritz von Bock i la seva dona, Olga Falkenhayn. Després d'entrar a l'escola de cadets, accedí al 5è Regiment de la Guàrdia Prussiana com a tinent. Va participar en la Primera Guerra Mundial com a oficial de l'Estat Major i comandant de batalló. El 1918 és condecorat amb la Pour le Mérite. Continuà a l'exèrcit durant la República de Weimar, tot i que el Tractat de Versalles va intentar reduir l'exèrcit alemany, arribant a ser comandant del II districte militar, a Stettin (actualment Szczecin, Polònia). Va romandre en l'exèrcit després de l'arribada al poder d'Adolf Hitler el 1933. El 1936 es va casar amb Wilhelmine von der Osten, amb qui tindria una filla.

## Segona Guerra Mundial

### Front occidental
Va ser un dels pocs oficials que no perdé la seva posició quan Hitler va reorganitzar l'exèrcit alemany el 1939, durant els preparatius per a la invasió de Polònia. El setembre d'aquell mateix any, en esclatar la guerra, von Bock va ser assignat al comandament del Grup d'Exèrcits Nord durant la reeixida invasió de Polònia, rebent pels seus serveis la Creu de Ferro. Després del seu èxit en aplicar la Blitzkrieg contra França, Bèlgica i els Països Baixos, von Bock fou ascendit a Mariscal de Camp el 19 de juliol de 1940.

### Front rus
Se li va encomanar la seva missió més famosa: l'Operació Barbarroja, la conquesta de Moscou i la derrota de la Unió Soviètica. El 1941, Von Bock va envair la Polònia soviètica, violant el pacte de no-agressió entre Alemanya i l'URSS. El desembre, tota Polònia havia estat sotmesa, juntament amb la meitat occidental de la República Socialista Soviètica d'Ucraïna, Belarús i la major part de l'oest de Rússia.
Von Bock va veure's atrapat en l'horrible hivern rus, quan els seus homes estaven tot just a 30 km de Moscou. Les temperatures van baixar fins a una mitjana de -30 °C, però el seu exèrcit no estava equipat per al rigorós hivern rus, ja que el Pla Barbarrossa contemplava assolir els objectius a la riba del Volga abans de l'arribada del fred. Els motors dels carros de combat es van gelar i les armes s'encasquetaven amb facilitat. Malgrat tot, Hitler va ordenar a Von Bock mantenir-se en les seves posicions. Les forces russes, comandades pel mariscal Gueorgui Júkov, van iniciar una ràpida contraofensiva, fent que els alemanys es retiressin fins a 150 km de Moscou. Les baixes alemanyes es van contar per milers, i Moscou no tornaria a ser amenaçada durant la resta de la guerra. Discutí llarga i amargament amb Hitler, que el culpava de no haver pogut prendre Moscou, per la qual cosa va perdre el comandament del Grup d'Exèrcits del Centre el 12 de desembre de 1941.
El 18 de gener de 1942, després de la sobtada mort de Walther von Reichenau, Von Bock es va fer càrrec del Grup d'Exèrcits del Sud, però noves i violentes discussions amb Hitler (Von Bock li criticà haver dividit el seu exèrcit entre Stalingrad i el Caucas) van portar-lo a presentar la dimissió com a comandant del Grup d'Exèrcits del Sud el 15 de juliol de 1942. Després d'això, es va retirar de la vida militar, i va anar a viure a Baviera.

### Últims dies
Després del suïcidi de Hitler, von Bock va oferir els seus serveis al Gran Almirall Karl Dönitz, el Reichspräsident, però, mentre estava a Hamburg, von Bock va resultar greument ferit durant un bombardeig aliat el 3 de maig de 1945, i morí un dia més tard a l'hospital naval d'Oldenburg.

## Carrera
Leutnant (15/03/1898);
 Oberleutnant (10/09/1908);
 Hauptmann (22/03/1912);
 Major (30/12/1916);
 Oberstleutnant (18/12/1920);
 Oberst (1/05/1925);
 Generalmajor (1/02/1929);
 Generalleutnant (1/02/1931);
 General der Infanterie (1/03/1935);
 Generaloberst (15/03/1938);
 Generalfeldmarschall (19/07/1940)

## Condecoracions
Orde de la Corona de 4a classe (Prússia) (13/09/1911)
 Creu de Ferro 1914 de 1a Classe (30/10/1916)
 Creu de Ferro 1914 de 2a Classe (18/09/1914)
 Creu de cavaller de l'orde de la Casa de Hohenzollern amb Espases (25 d'octubre de 1916)
 Creu del Mèrit Militar de 3a classe amb distintiu de guerra (Àustria) (24 de juny de 1915)
 Cavaller de l'orde de la Corona de Ferro 3a classe amb distintiu de guerra (Àustria) (9 de febrer de 1917)
 Creu del Mèrit Militar de 2a classe (Mecklenburg-Schwerin) (3 d'agost de 1917)
 Creu Hanseàtica d'Hamburg (19 de setembre de 1917)
 Creu Hanseàtica de Bremen (30 de gener de 1918)
 Cavaller de l'orde del Lleó de Zähringer de 1a classe amb espases (10 de gener de 1918)
 Creu de Cavaller amb espases de l'orde de la Corona (Württemberg) (25 de gener de 1918)
 Pour le Mérite (1 d'abril de 1918)
 Creu de Comandant de l'orde del Mèrit Militar (Bulgària) (2 d'agost de 1918)
Àliga de Silèsia de 1a i 2a classes (15 d'abril de 1921)
 Medalla del Llarg Servei a la Wehrmacht de I i IV classe; el 12 de setembre de 1939 afegí les Fulles de Roure
 Medalla del 13 de març de 1938
 Medalla de l'1 d'octubre de 1938
Orde de la Corona de Iugoslàvia de 1a classe (juny de 1939)
 Barra 1939 a la Creu de Ferro de I Classe (22 de setembre de 1939)
 Barra 1939 a la Creu de Ferro de I Classe (22 de setembre de 1939)
 Creu de Cavaller de la Creu de Ferro (30 de setembre de 1939)
 Gran Creu de Cavaller de l'orde de la Corona d'Itàlia (27 d'agost de 1940)
 Orde de Miquel el Valent de 3a classe (Romania) (29 de juliol de 1942)
 Orde de Miquel el Valent de 1a classe (Romania) (setembre de 1942)
 Gran Creu de l'orde del Mèrit d'Hongria amb Espases (27 de novembre de 1942)
- 4 mencions al Wehrmachtbericht (7 d'agost de 1941, 19 de setembre de 1941, 18 d'octubre de 1941, 30 de maig de 1942)